# Paul Theunis
Paul Theunis (ur. 16 marca 1952 w Koersel) – belgijski piłkarz grający na pozycji defensywnego pomocnika. Był reprezentantem Belgii.

## Kariera klubowa
Swoją karierę piłkarską Theunis rozpoczął w klubie Beringen FC, w barwach którego zadebiutował w sezonie 1971/1972 w drugiej lidze belgijskiej i w debiutanckim sezonie awansował z nim do pierwszej ligi. W 1973 roku odszedł do KFC Winterslag, w którym występował do końca sezonu 1980/1981. 
Latem 1981 Theunis został zawodnikiem KSK Beveren. Wraz z Beveren wywalczył mistrzostwo Belgii w sezonie 1983/1984 oraz zdobył Puchar Belgii w sezonie 1982/1983. 
W sezonie 1987/1988 Theunis grał w KV Mechelen. Został z nim wicemistrzem Belgii oraz zdobył Puchar Zdobywców Pucharów (rozegrał 27 minut w wygranym 1:0 finałowym meczu z Ajaksem). W sezonie 1988/1989 występował w trzecioligowym K Sint-Niklase SKE, w którym zakończył karierę.

## Kariera reprezentacyjna
W reprezentacji Belgii Theunis zadebiutował 29 lutego 1984 w przegranym 0:1 towarzyskim meczu z RFN, rozegranym w Brukseli. W kadrze narodowej rozegrał 2 mecze, oba w 1984.